# Хиполох
Хиполок (грч. Ἱππόλοχος) био је македонски писац, Теофрастов ученик, који је свом саученику Линкеју Самоском упутио опис свадбене гозбе у Македонији почетком 3. столећа пре нове ере. Младожења је био извесни Каран, вероватно рођак Карана који је био пратилац Александра Великог. Писмо је опстало јер га Атенеј нашироко цитира у свом делу Deipnosophistaе.
Према Атенеју, Линкеј и Хиполох су се „сложили да пишу један другом сваки пут када би неко од њих присуствовао некој величанственој гозби“.
Према Хиполоху, свих 120 званица добило је златне кашике, сваки је добио сребрну чашу и два златна венца на поклон, послужена су најбоља вина а када су гости „већ били у оном пријатном стању када људе чула напуштају, у салу су позвани фрулаши и певачи, а Хиполох није могао да одреди да ли су голи или у туникама. После раскошног оброка, један од гостију је скочио из кревета и одмах испио шољу тасијског вина, „посуду величине целе свиње“.